# Tenke község
Tenke község (románul: Comuna Tinca) község Bihar megyében, Romániában. Központja Tenke, beosztott falvai Bélfenyér, Feketegyörös, Körösmart, Tenkegörbed.

## Népessége
A 2011-es népszámlálás adatai alapján a község népessége 7793 fő volt.